# Wielopolski-Palais Krakau

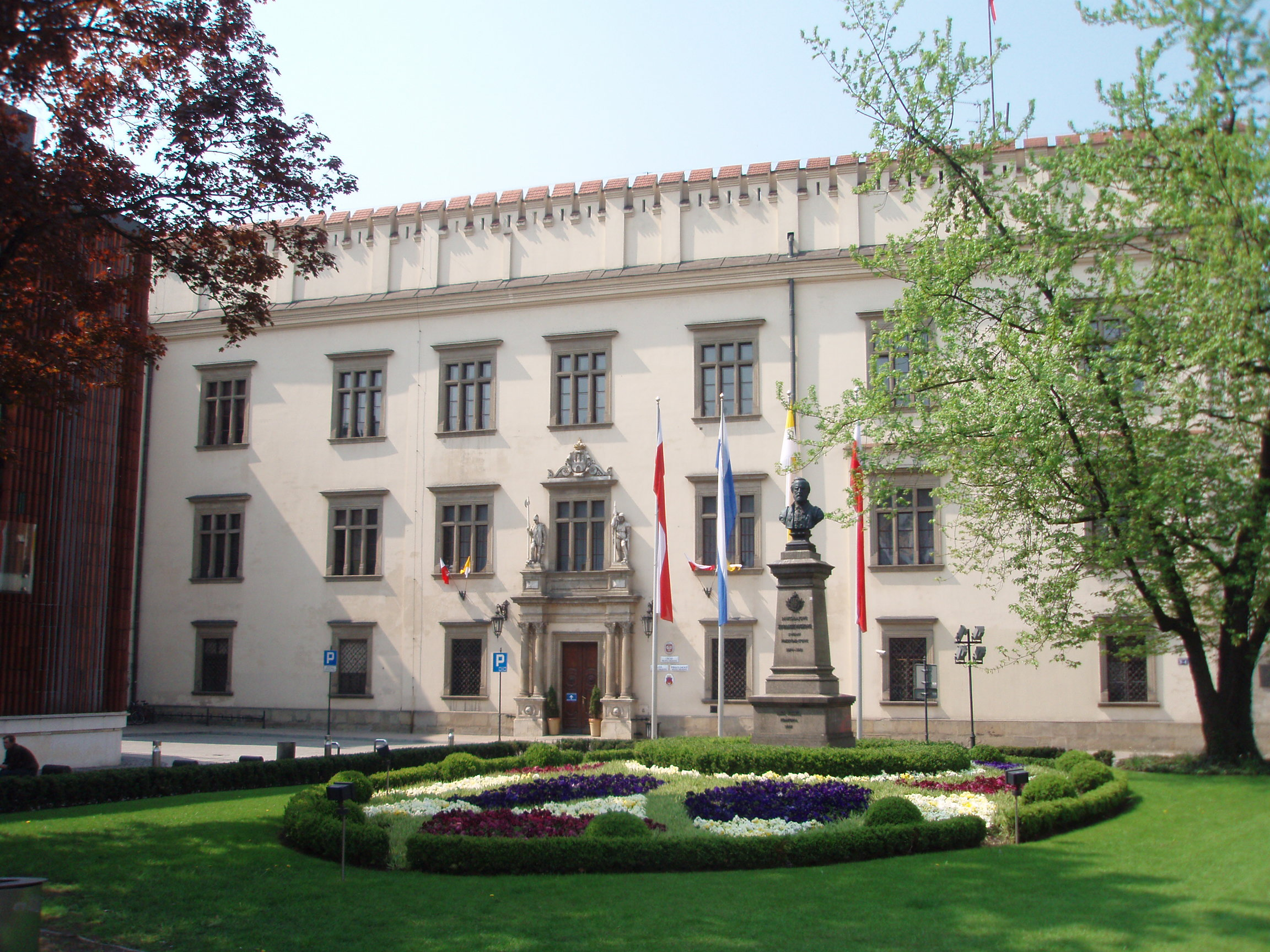
Platz vor dem Palais

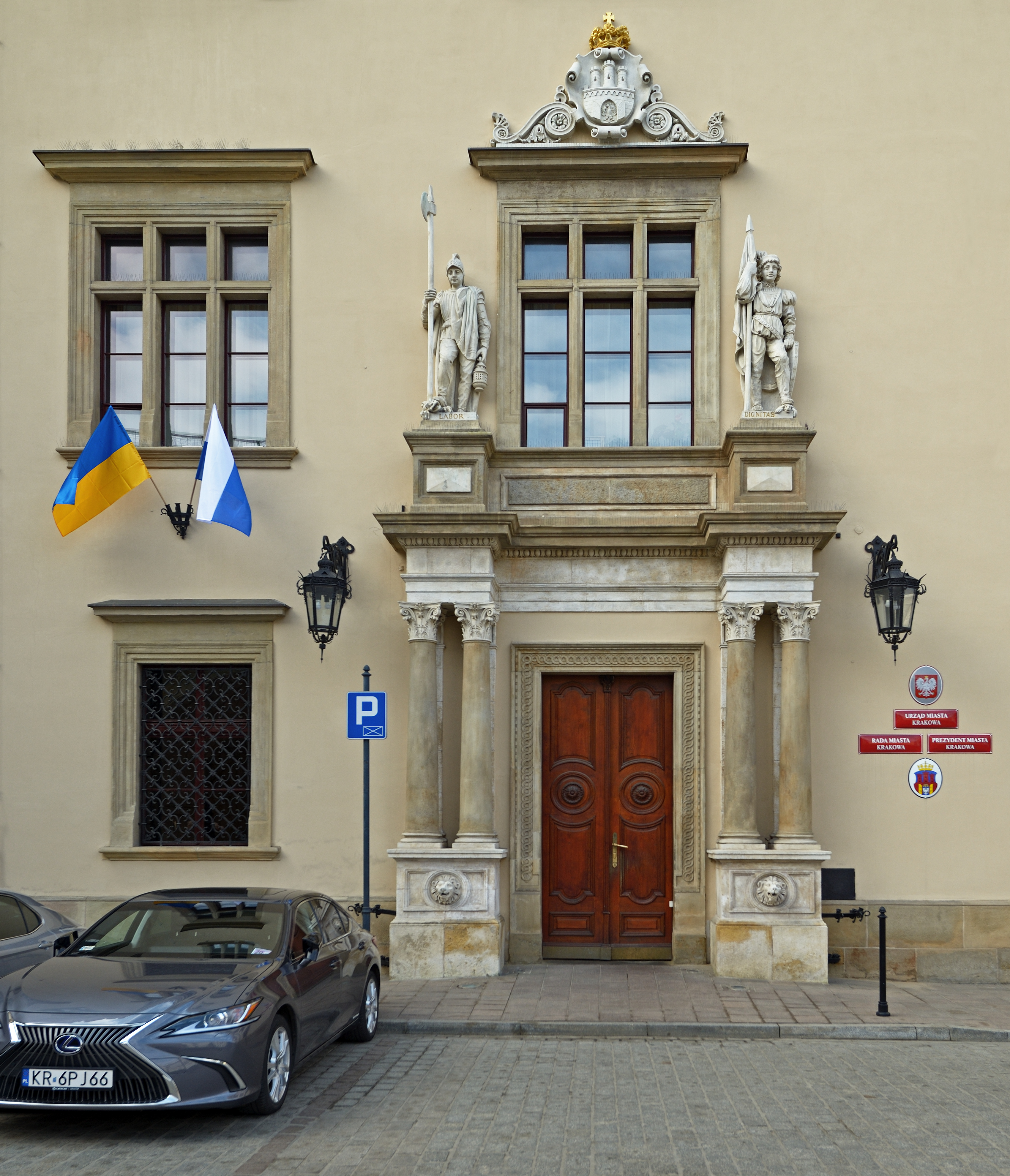
Sitz der Stadtverwaltung

Das Wielopolski-Palais (polnisch Pałac Wielopolski) in Krakau (Woiwodschaft Kleinpolen) ist ein Palais, das 1535 für  den Großhetman der polnischen Krone Jan Amor Tarnowski erbaut wurde.

## Lage und Beschreibung
Das Gebäude liegt in der Krakauer Altstadt am Allerheiligenplatz südlich des Hauptmarkts.

## Geschichte
Das Gebäude wurde für die Tarnowski im Stil der Renaissance erbaut. 1561 kam es an die Ostrogski und später die Zamoyski. In den Jahren von 1620 bis 1640 wurde das Gebäude barockisiert. Während der Schwedischen Sintflut wurde das Palais ab 1655 als Waffenkammer für die Kanonen genutzt, mit welchen das Wawel-Schloss beschossen wurde. Danach kam es an die Wielopolski, die es bis ins 19. Jahrhundert nutzten. Der Maler Piotr Michałowski hatte hier sein Atelier. Während des Krakauer Stadtbrandes von 1850 brannte auch das Palais ab. Die Wielopolski verkauften die Brandruine an den Chirurgen Wojciech Kowalski, der es renovieren ließ. 1864 kaufte die Stadt Krakau das Gebäude und nutzt es seither als Rathaus. Den Umbau gestalteten Paweł Barański und Filip Pokutyński sowie später Jan Zawiejski.

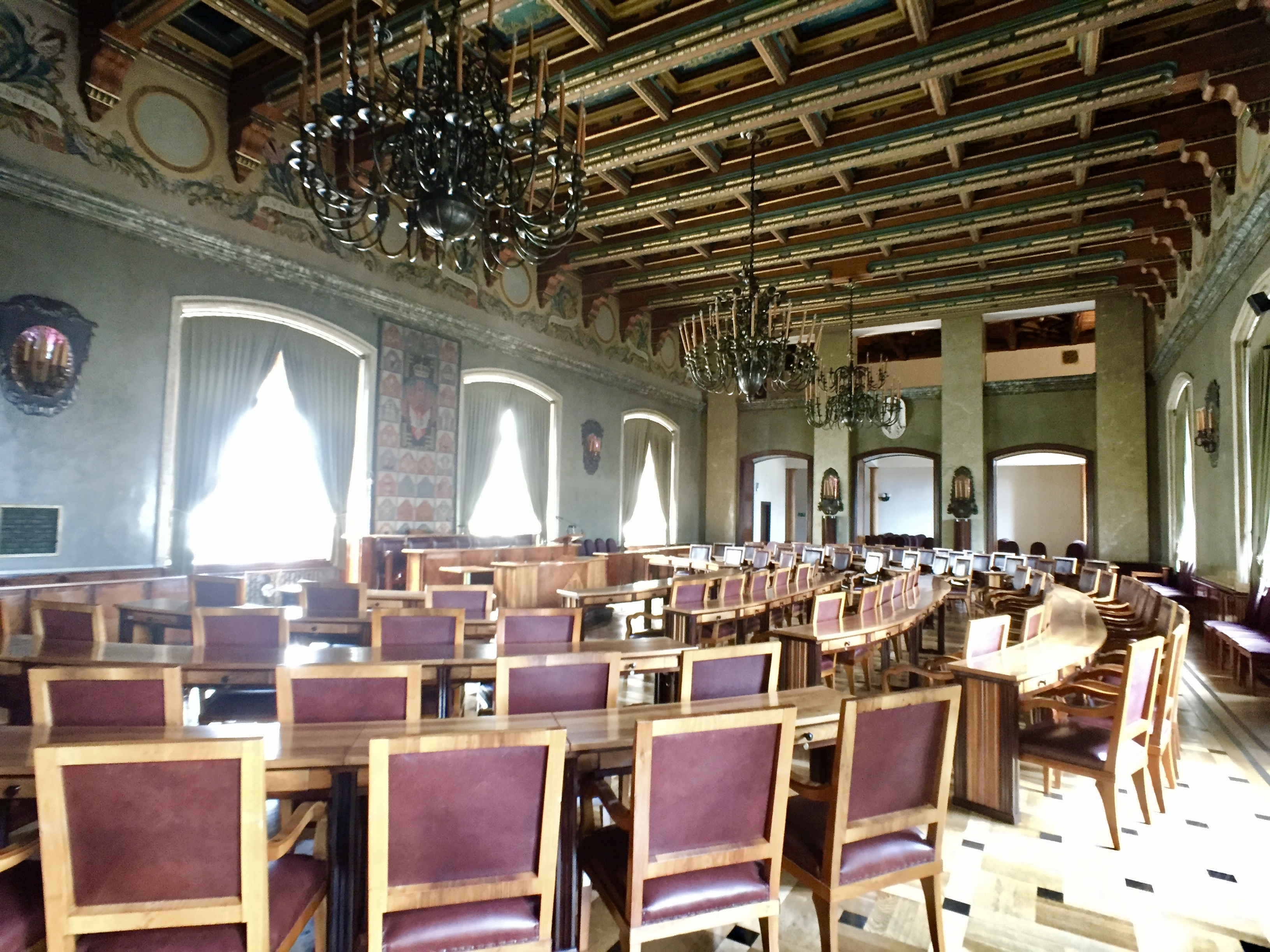